# كريستين ويليامسون
كريستين ويليامسون هي ممثلة كندية، ولدت في 1969 في كندا.

## أعمال

### أفلام
- (2005) الفوضى

## وصلات خارجية
- كريستين ويليامسون على موقع IMDb (الإنجليزية)
- كريستين ويليامسون على موقع قاعدة بيانات الفيلم (الإنجليزية)